# Pipe-jacking
Pipe-jacking is het vanuit een schacht door middel van vijzels door de grond persen van geprefabriceerde buizen. Deze bouwmethode valt onder de sleufloze technieken.
De voor dit werk gebruikte buizen bestaan meestal uit glasvezelversterkt polyester of gewapend beton en kunnen een diameter hebben van maximaal 3,5 meter. Een hydraulische buisdoorpersing wordt uitgevoerd vanuit een persput naar een ontvangstput. Door middel van een drukverdeelstuk wordt de kracht gelijkmatig op de buis overgebracht.
Als de vijzels hun maximale slag bereikt hebben worden deze ingetrokken en wordt er een drukstang geplaatst tussen vijzel en buis, net zo lang totdat er weer een buis bijgeplaatst kan worden.
Bij deze open-fronttechniek is er geen beheersing van grondwater en grond nodig aan het boorfront. Het 'boorschild' is meestal een verdikte snijring die voor op de buis is bevestigd. De te persen leiding dient zich boven de grondwaterstand te bevinden.